# Gare de Saint-Lothain
Gare de Saint-Lothain vasútállomás Franciaországban, Saint-Lothain településen.

## Vasútvonalak
Az állomást az alábbi vasútvonalak érintik:
- Mouchard-Bourg-en-Bresse-vasútvonal

## Kapcsolódó állomások
A vasútállomáshoz az alábbi állomások vannak a legközelebb:
- Gare de Poligny
- Gare de Domblans - Voiteur